# 마릴린 로빈슨

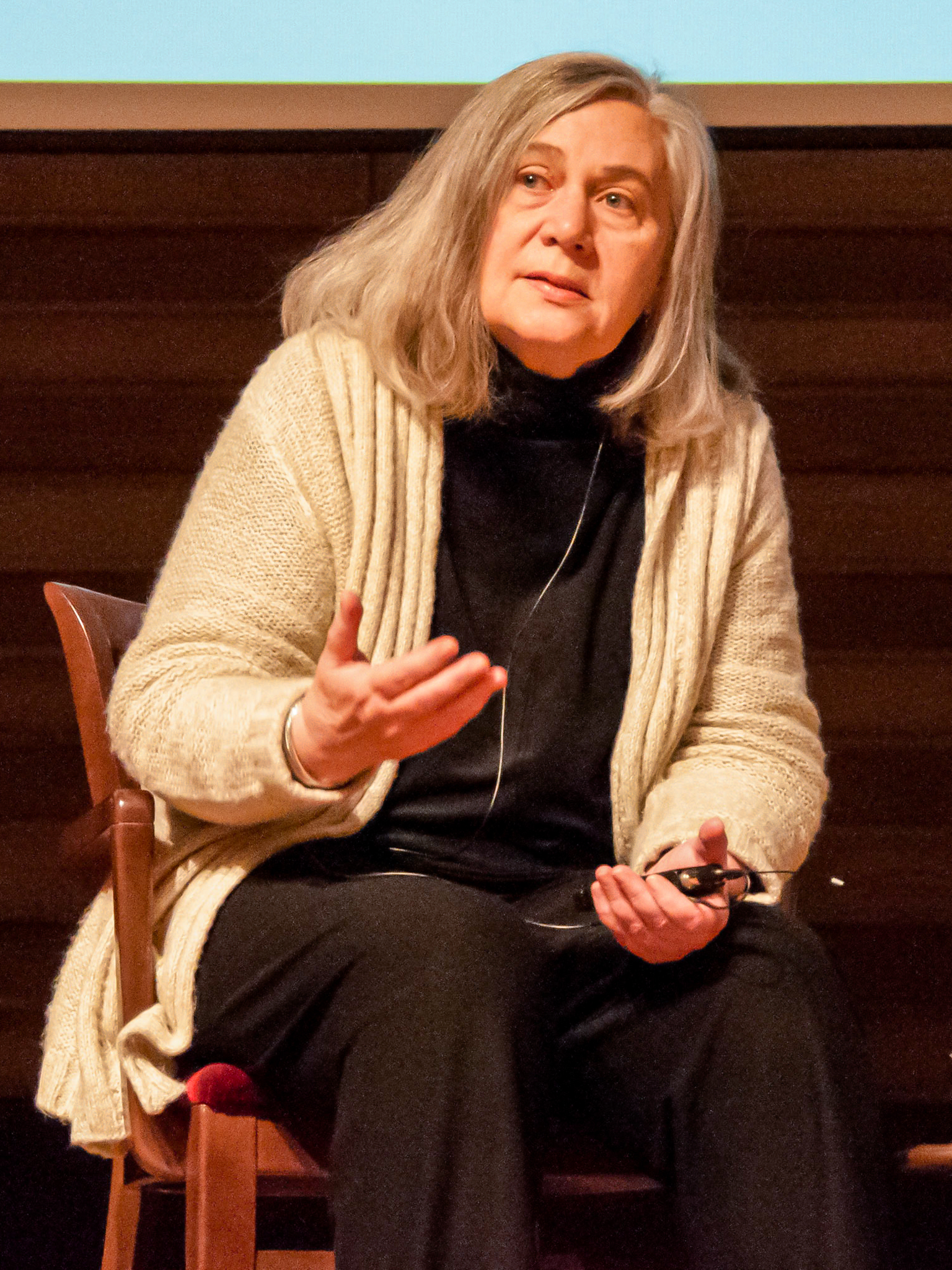

마릴린 서머스 로빈슨(Marilynne Summers Robinson, 1943년 11월 26일 ~ )은 미국의 소설가이자 수필가이다. 작가 경력 전반에 걸쳐 로빈슨은 2005년 소설 부문 퓰리처상, 2012년 전국 인문학 상, 2016년 미국 소설 부문 미 의회 도서관 상 등 수많은 상을 수상했다. 2016년 로빈슨은 타임지가 선정한 가장 영향력 있는 100인에 선정되었다. 로빈슨은 1991년에 Iowa Writers' Workshop에서 가르치기 시작하여 2016년 봄에 은퇴했다.
로빈슨은 소설 Housekeeping (1980)과 길리아드(2004)로 가장 잘 알려져 있다. 신앙과 시골 생활에 대한 주제별 묘사로 유명하다. 그녀의 에세이 주제는 종교와 과학의 관계, 미국 역사, 핵 오염, 장 칼뱅 및 현대 미국 정치를 포함한 수많은 주제에 걸쳐 있다.

## 삶과 경력
로빈슨은 1943년 11월 26일 아이다호주 샌드포인트에서 Eileen(Harris)과 목재 회사 직원인 John J. Summers의 딸인 Marilynne Summers 로 태어났다. 그녀의 남동생은 그녀 에게 서양 회화의 비전, 반성, 그리고 욕망이라는 책을 헌정한 미술사가 David Summers이다. 그녀는 브라운 대학 의 전 여자 대학인 Pembroke College에서 학부 과정을 마치고 1966년에 우등으로 문학 학사 학위 를 받았으며 Phi Beta Kappa에 선출되었다. 브라운에서 그녀의 교사 중 한 사람은 유명한 포스트모던 소설가 존 혹스였다. 그녀는 1977년 University of Washington 에서 영어로 철학 박사 학위를 받았다.
1967 년 그녀는 프레드 밀러 로빈슨과 결혼했다. 1989년에 이혼했다.
1. ↑  100 Most Influential People Marilynne Robinson 보관됨 2023-12-05 - 웨이백 머신 Time, April 2016
2. ↑  “UI Writers' Workshop faculty member Marilynne Robinson win quarter-million-dollar award”. 1998년 2월 4일. 2017년 11월 17일에 원본 문서에서 보존된 문서. 2016년 3월 29일에 확인함.
3. ↑  “Robinson to retire from Iowa Writers' Workshop”. 《Iowa Now》. 2016년 4월 27일. 2016년 4월 27일에 확인함.
4. ↑  McCrum, Robert (2005년 4월 2일). “A love letter to lost America”. 《The Guardian》. 2016년 3월 29일에 확인함.
5. ↑  “Marilynne Robinson: Sandpoint Memories”. 《NEA》 (영어). 2010년 4월 6일. 2019년 4월 2일에 확인함.
6. ↑  Werlock, Abby H. P. (2015년 4월 22일). 《Encyclopedia of the American Novel》. ISBN 9781438140698.
7. ↑  “Hill & Wood Funeral Service | Charlottesville, VA Funeral Home & Cremation”.
8. ↑  《This Life, This World: New Essays on Marilynne Robinson's Housekeeping, Gilead, and Home》 (영어). BRILL. 2015년 9월 25일. ISBN 9789004302235.
9. ↑  “History & Literature of the Pacific Northwest: Marilynne Robinson, 1943”. 《Center for the Study of the Pacific Northwest, University of Washington》. n.d. 2008년 4월 13일에 확인함.
10. ↑  Lister, Rachel (2006년 10월 21일). “Marilynne Robinson (1947– )”. The Literary Encyclopedia. 2009년 6월 22일에 확인함.
11. ↑  “Biography - Fred Miller Robinson, PhD - College of Arts and Sciences - University of San Diego”. 《www.sandiego.edu》. 2019년 1월 3일에 확인함.
12. ↑  Sandra Hutchison. “Marilynne Robinson”. 《Sandra Hutchison》 (미국 영어). 2019년 1월 3일에 확인함.
13. ↑  Fay, Interviewed by Sarah (2008). “Marilynne Robinson, The Art of Fiction No. 198”. 《The Paris Review》 (영어). Fall 2008 (186). ISSN 0031-2037. 2019년 1월 3일에 확인함.